# Майр-Гров (город, Миннесота)
Майр-Гров (англ. Meire Grove) — город в округе Стернс, штат Миннесота, США. На площади 1,2 км² (1,2 км² — суша, водоёмов нет), согласно переписи 2002 года, проживают 149 человек. Плотность населения составляет 125,4 чел./км².
- FIPS-код города — 27-41534[1]
- GNIS-идентификатор — 0647745[2]